# Heteropoda mindiptanensis
Heteropoda mindiptanensis là một loài nhện trong họ Sparassidae.
Loài này thuộc chi Heteropoda. Heteropoda mindiptanensis được Pater Chrysanthus miêu tả năm 1965.